# 永松寺
永松寺（えいしょうじ）は岐阜県土岐市肥田町にある臨済宗妙心寺派の寺院。山号は吟鶴山。

## 歴史
文治元年（1185年）に土岐光行(浅野光行)が肥田町の寺屋敷、堂前と呼ばれている場所に建立したと伝わる。創建時の山号は龍雲山であった。
その後しばらくは記録がないが、戦国時代の天文21年の高山城の戦い、または元亀元年(1570年)の武田氏重臣の秋山虎繁の侵攻による戦火で荒廃した。
万治元年（1659年）、東香寺を中興した金嶺祖牛が、師の雲居希膺を開山に勧請して現在地に再興した。
幕末に至り土岐市泉町の嶋香寺と山号を交換し、吟鶴山と改めた。
元文5年(1740年)、本堂と庫裡を建立した。
文政2年(1819年)9月、九世となった獨産是慎は、尾張国知多郡の慈光寺の出身で、恵那郡飯羽間村の徳祥寺から入寺して住持となった。
嘉永5年（1852年）、山門を創建した。
平成14年（2002年）現在の庫裡を再建した。